# Castelbaldo
Castelbaldo (Castelbaldo in veneto) è un comune italiano di 1 438 abitanti della provincia di Padova in Veneto, che confina con le province di Verona e Rovigo. L'economia è prevalentemente agricola. Nella seconda metà del Novecento, la produzione era incentrata soprattutto su pesche, pere, mele. Oggi sempre più sostituite da mais, ortaggi e, in misura sempre crescente, da uva (destinata alla produzione di prosecco e del vino Merlara DOC).

## Geografia fisica
Castelbaldo è situato nell'angolo sud-ovest della provincia di Padova. Il territorio è delimitato su tre lati da importanti corsi d'acqua: a nord dal fiume Fratta che lo separa da Merlara (PD), a sud dal fiume Adige che lo separa da Villa d'Adige di Badia Polesine (RO), a ovest dal Canale Termine che collega i due fiumi citati e separa Castelbaldo da Begosso di Terrazzo (VR). Verso est, il confine con Masi (PD) è meno netto.
Il territorio ha origini alluvionali, ben irrigato, molto fertile, completamente pianeggiante e ricoperto da florida vegetazione. L'orizzonte verso nord è segnato dai rilievi dei Colli Berici (Vicenza) ed Euganei (Este - Monselice).

## Storia
La nascita di Castelbaldo risale al 1292, anno in cui i padovani (ancora in epoca comunale), decisero di erigere un castello a presidio e difesa dei confini meridionali dei loro territori, contro gli Scaligeri e gli Estensi. Il progetto fu affidato agli architetti Leonardo Boccalega e fra' Giovanni degli Eremitani. Il nome del paese deriva da quello del podestà di Padova del tempo, Lambertuccio de' Frescobaldi.
Il 1300 fu un secolo durante il quale Castelbaldo si trovò al centro di importanti vicende politico-militari. Tra gli eventi principali si ricorda la "Lega di Castelbaldo" (1331) che unì gli Scaligeri, i Visconti, gli Estensi, i Gonzaga, nonché Firenze e Napoli contro il re di Boemia Giovanni I di Boemia. Nel 1387 vi fu combattuta una battaglia molto aspra in cui i Carraresi, divenuti nel 1318 Signori di Padova, vinsero gli Scaligeri coi quali erano quasi sempre in lotta. Ne approfittarono i Visconti che, alleandosi con i Carraresi, si inserirono in tempo per impossessarsi delle "spoglie" della signoria di Verona e di Vicenza. Nel 1388, Gian Galeazzo Visconti si alleò con Venezia contro i da Carrara finché nel 1404, caduta la signoria dei Carraresi, Castelbaldo passò definitivamente sotto il controllo di Venezia. Da quel momento, l'importanza strategico-militare di Castelbaldo andò via via diminuendo così che nel 1528 il Senato Veneto decise la demolizione della fortificazione (ciò non impedì il fatto che Castelbaldo continuasse ad essere circoscrizione territoriale, al pari di Montagnana, Este o Monselice fino alla caduta della Serenissima). Tutti i materiali furono trasportati a Legnago dove furono impiegati per la costruzione di una nuova roccaforte. Oggi dell'antico castello resta solo un torrione adibito a civile abitazione e l'indicazione toponomastica di Piazza Castello.
Nel 2017 sono state avviate le pratiche per la fusione con il confinante comune di Masi, bocciata però dal referendum del 18 dicembre 2018.

### Simboli
Lo stemma e il gonfalone sono stati concessi con decreto del Presidente della Repubblica del 4 febbraio 1963.
Stemma
(Art. 6 dello Statuto)
Gonfalone
(Art. 6 dello Statuto)

## Monumenti e luoghi d'interesse

### Architetture religiose
- Chiesa arcipretale di San Prosdocimo (XVIII-XX secolo). L'edificio sorge sul sito della preesistente chiesa del XIII secolo dedicata ugualmente a San Prosdocimo, primo vescovo della diocesi di Padova. La prima pietra dell'attuale edificio venne posta il 20 ottobre 1783 e la costruzione si protrasse, con aggiunte e modifiche in corso d'opera fino all'8 ottobre 1932.[7]
- Chiesa della Madonna della Neve e di San Zeno. Citata già dal 1696, all'ottobre 2015 si trovava in grave stato di abbandono ma ad oggi, grazie al volontariato e a una festa estiva annuale, la chiesa è stata ripristinata a saltuarie funzioni.
- Cappella della Madonna del Buon Consiglio.

## Società

### Evoluzione demografica
Abitanti censiti

## Amministrazione
Il sindaco di Castelbaldo è Riccardo Bernardinello, insediatosi il 1º giugno 2015 con la lista civica "Lineafutura Castelbaldo" e riconfermato alle amministrative del 20/21 settembre 2020. Bernardinello è dottore in Conservazione dei Beni culturali presso l'Università Cà Foscari di Venezia. Fanno parte della giunta Fucci Federico e Splendore Nicola, entrambi consiglieri eletti.

### Sindaci dal 1946
|                                                      | Giuseppe Doralice                               | Partito Comunista Italiano | 1946-1963      | 1946   |
| 1951                                                 | Giuseppe Doralice                               | Partito Comunista Italiano | 1946-1963      |        |
| 1956                                                 | Giuseppe Doralice                               | Partito Comunista Italiano | 1946-1963      |        |
| 1960                                                 | Giuseppe Doralice                               | Partito Comunista Italiano | 1946-1963      |        |
|                                                      | Albino Cavazzana                                | Partito Comunista Italiano | 1963-1989      | (1960) |
| 1964                                                 | Albino Cavazzana                                | Partito Comunista Italiano | 1963-1989      |        |
| 1970                                                 | Albino Cavazzana                                | Partito Comunista Italiano | 1963-1989      |        |
| 1975                                                 | Albino Cavazzana                                | Partito Comunista Italiano | 1963-1989      |        |
| 1980                                                 | Albino Cavazzana                                | Partito Comunista Italiano | 1963-1989      |        |
| 1985                                                 | Albino Cavazzana                                | Partito Comunista Italiano | 1963-1989      |        |
|                                                      | Marco Doralice                                  | Partito Comunista Italiano | 1989-1991      | (1985) |
| 1990                                                 | Marco Doralice                                  | Partito Comunista Italiano | 1989-1991      |        |
|                                                      | Maria Antonietta Dionisi (Commiss. prefettizio) | -                          | 1991           | -      |
|                                                      | Pietro Benamati                                 | Democrazia Cristiana       | 1991-1996      | 1991   |
| Sindaci eletti direttamente dai cittadini (dal 1996) |                                                 |                            |                |        |
|                                                      | Gianni Pasqualin                                | Centro-sinistra            | 1996-2005      | 1996   |
| 2000                                                 | Gianni Pasqualin                                | Centro-sinistra            | 1996-2005      |        |
|                                                      | Egidio Ziggiotto                                | Centro-destra              | 2005-2010      | 2005   |
|                                                      | Claudio Pasqualin                               | Centro-sinistra            | 2010-2015      | 2010   |
|                                                      | Riccardo Bernardinello                          | Centro-sinistra            | 2015-in carica | 2015   |
| 2020                                                 | Riccardo Bernardinello                          | Centro-sinistra            | 2015-in carica |        |

## Castelbaldo nella letteratura
Castelbaldo è citata nel poema eroicomico La secchia rapita (1622) di Alessandro Tassoni, precisamente nel canto VIII all'ottava 17:
"[...] E prima fu l'insegna d'Este,
che l'aquila d'argento incoronata
portar solea nel bel campo celeste:
or d'uno struzzo bianco è figurata,
impresa del tiranno e di sue gesta.
Di Sant'Elena il fiore indi seconda,
terra di rane e di pantan feconda,
e Castelbaldo a cui tributa rena

l'Adige che fa quindi il suo cammino".